# Bundesstraße 297
De Bundesstraße 297 (Afkorting: B 297) is een weg in de Duitse deelstaat Baden-Württemberg. Ze is 60 kilometer lang.
Ze begint in Lorch op de B29 en eindigt ten zuidwesten van Pliezhausen op de B27.

## Routebeschrijving
De B297 begint bij Lorch op een afrit van de B29 en loopt door Wäschenbeuren, Birenbach,  Rechberghausen en de stad Göppingen waarna men bij de afrit  Göppingen-Faurndau aansluit op de B10.
Vervanging
tussen afrit Göppingen-Faurndau en afrit Uhingen is de weg vervangen door de B10.
Voortzetting
Vanaf afrit Uhingen B10 loopt de weg in zuidelijke richting en komt door Albershausen, Schlierbach en het oosten van Kirchheim unter Teck. Ze sluit vervolgens bij afrit Kirchheim Unter Teck-Ost aan op de A8.
Vervanging
Tussen afrit Kirchheim-Ost en afrit Kirchheim-West is de B297  vervangen door de A8.
Voortzetting
Vanaf afrit Kichheim unter Teck-West loopt de  weg via Nürtingen, waar men samen met de B313 de Neckar kruist, langs Neckartailfingen en kruist de B312  met een afrit. De weg loopt nog door Neckartenzlingen langs Pliezhausen en Reutlingen  waarna de B297 bij afrit Pliezhausen aansluit op de B27.
B2 · B2a · B2R · B3 · B4 · B4R · B8 · B10 · B11 · B12 · B13 · B13n · B14 · B15 · B15n · B16 · B17 · B18 · B19 · B20 · B21 · B22 · B23 · B25 · B26 · B26a · B27 · B28 · B28a · B29 · B30 · B31 · B31a · B32 · B33 · B33a · B34 · B35 · B36 · B37 · B38 · B38a · B39 · B44 · B45 · B47 · B85 · B89 · B131n · B173 · B276 · B278 · B279 · B285 · B286 · B287 · B289 · B290 · B291 · B292 · B293 · B294 · B295 · B296 · B297 · B298 · B299 · B300 · B301 · B302 · B303 · B304 · B305 · B306 · B307 · B308 · B309 · B310 · B311 · B312 · B313 · B314 · B315 · B316 · B317 · B318 · B319 · B340 · B378 · B388 · B415 · B425 · B426 · B462 · B463 · B464 · B465 · B466 · B467 · B468 · B469 · B470 · B471 · B472 · B491 · B492 · B500 · B505 · B512 · B523 · B532 · B533 · B535 · B588 · B999